# Ampelisca cristata
Ampelisca cristata är en kräftdjursart som beskrevs av Edward Morell Holmes 1908. Ampelisca cristata ingår i släktet Ampelisca och familjen Ampeliscidae.

## Underarter
Arten delas in i följande underarter:
- A. c. cristata
- A. c. microdentata